# Fuerte (recinto de Mumbai)
El Fuerte es un distrito comercial y artístico de la ciudad de Mumbai, Maharashtra, India. La zona recibe su nombre del fuerte defensivo, Fort George (Fuerte Jorge), construido por la Compañía Británica de las Indias Orientales alrededor del Castillo de Bombay .
El área se extiende desde los muelles en el este hasta Azad Maidan en el oeste, la Terminal Chhatrapati Shivaji Maharaj en el norte, hasta Kala Ghoda en el sur. Esta área es el corazón de los mercados financieros de la ciudad y en éste vecindario se encuentran varias edificaciones del periodo colonial británico.

## Historia

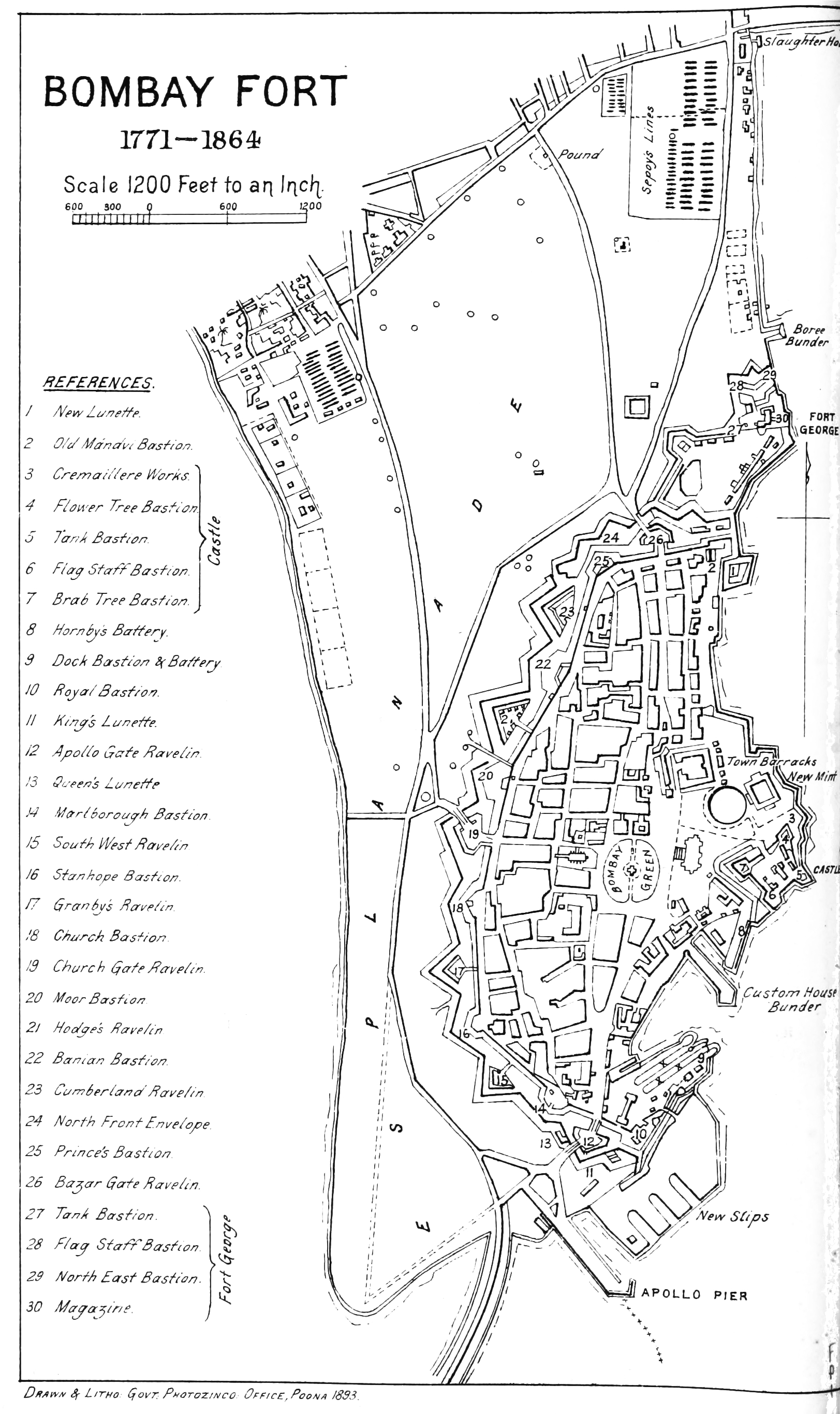
Mapa del fuerte de Bombay, 1771

El área del Fuerte fue declarada protegida según las regulaciones del Departamento de Desarrollo Urbano del Gobierno de Maharashtra. En la actualidad, un comité asesor supervisa el desarrollo, reparaciones y la renovación de estructuras en el recinto. En 1882, se erigió la Torre del Reloj Bomanjee Hormarjee Wadia con fondos públicos como muestra de agradecimiento a Bomanjee Hormarjee, un filántropo parsi que hizo contribuciones para mejorar la educación en Bombay. El barrio Fuerte de Mumbai fue la primera parte desarrollada por los británicos. Posteriormente, a lo largo de los años, se mantuvo como un recordatorio de la rica historia colonial de la India y hoy es una especie de joya de la corona en la escena cultural de la ciudad. 
El USTR lo catalogó como un mercado notorio en 2009 y 2010 por la venta de software, medios y productos falsificados.  

## enlaces externos
- Historia de Mumbai del siglo XVIII
- Calle 1860 en el fuerte de Bombay

- Datos: Q5470698
- Multimedia: Fort (Mumbai precinct) / Q5470698